# La Vie de l'esprit
La Vie de l'esprit est un essai philosophique de Hannah Arendt paru en 1978. Hannah Arendt a écrit cet essai juste avant sa mort et il reflète sa pensée sur la théorie de la banalité du mal.

## Le Vouloir
Le Vouloir est le second tome de La Vie de l'esprit. Dans cet ouvrage, Hannah Arendt discute le problème philosophique de la volonté à travers une histoire de la philosophie.
Elle accorde une grande place à la philosophie médiévale (Augustin d'Hippone, Thomas d'Aquin, Duns Scot), mais discute aussi du problème de la volonté avec Hegel, Nietzsche et Heidegger.